# Andy Phillip
Andrew Michael Phillip (Granite City, 7 de março de 1922 - Rancho Mirage, 29 de abril de 2001) foi um jogador e treinador norte-americano de basquete.
Phillip teve uma carreira de 11 anos e jogou pelo Chicago Stags da Basketball Association of America e pelo Philadelphia Warriors, Fort Wayne Pistons e Boston Celtics da National Basketball Association (NBA).

## Carreira no ensino médio
Phillip levou sua escola em Granite City, Illinois, para o título estadual em 1940, derrotando Herrin High School. Ironicamente, seria nesse mesmo ginásio que ele ganhou fama por seus talentos e pelo sucesso da Universidade de Illinois durante as temporadas não consecutivas e interrompidas pela guerra em 1941-1943 e 1946-1947.
Enquanto frequentava Illinois, Phillip era membro da fraternidade Delta Tau Delta. Phillip serviu como primeiro-tenente do Corpo de Fuzileiros Navais dos Estados Unidos na Segunda Guerra Mundial em Iwo Jima.

## Carreira profissional
Phillip jogou nos cinco primeiros All-Star Games da NBA e foi duas vezes nomeado para a Segunda-Equipe da NBA. Ele foi o primeiro jogador a registrar 500 assistências em uma temporada e liderou a NBA em assistências durante as temporadas de 1950-51 e 1951-52. Phillip chegou à pós-temporada todos os anos em que estava na liga e suas equipes chegaram às finais da NBA durante suas últimas quatro temporadas - duas vezes com Fort Wayne Pistons e duas com Boston Celtics. A equipe de Boston de 1957 ganhou o título da NBA.
Phillip foi acusado por um de seus companheiros de equipe do Fort Wayne Pistons, George Yardley, de ter conspirado com jogadores para perder as finais da NBA de 1955 para o Syracuse Nationals. No sétimo jogo decisivo, Phillip errou a cesta com três segundos restantes no jogo, permitindo que Syracuse vencesse por um ponto, 92-91.
Depois de se aposentar do basquete, ele treinou o St. Louis Hawks por 10 jogos em 1958, registrando um recorde de 6-4 antes de ser demitido. Phillip mais tarde treinou o Chicago Majors da American Basketball League.
Phillip foi eleito para o Hall da Fama do Basquete em 1961.
Phillip morreu em sua casa em Rancho Mirage, Califórnia, em 29 de abril de 2001, aos 79 anos.

## Estatísticas da NBA

### Temporada regular
| Ano      | Equipe                  | PJ  | MPJ  | AP   | LL   | RT  | AS   | PPJ  |
| -------- | ----------------------- | --- | ---- | ---- | ---- | --- | ---- | ---- |
| 1947–48  | Chicago                 | 32  | –    | .336 | .583 | –   | 2.3  | 10.8 |
| 1948–49  | Chicago                 | 60  | –    | .348 | .676 | –   | 5.3  | 12.0 |
| 1949–50  | Chicago                 | 65  | –    | .349 | .704 | –   | 5.8  | 11.7 |
| 1950–51  | Philadelphia            | 66  | –    | .399 | .751 | 6.8 | 6.3* | 11.2 |
| 1951–52  | Philadelphia            | 66  | 44.4 | .366 | .753 | 6.6 | 8.2* | 12.0 |
| 1952–53  | Philadelphia/Fort Wayne | 70  | 38.4 | .397 | .738 | 5.2 | 5.7  | 10.3 |
| 1953–54  | Fort Wayne              | 71  | 38.1 | .375 | .730 | 3.7 | 6.3  | 10.6 |
| 1954–55  | Fort Wayne              | 64  | 36.4 | .371 | .692 | 4.5 | 7.7  | 9.6  |
| 1955–56  | Fort Wayne              | 70  | 29.7 | .365 | .563 | 3.7 | 5.9  | 5.8  |
| 1956–57† | Boston                  | 67  | 22.0 | .379 | .642 | 2.7 | 2.5  | 4.4  |
| 1957–58  | Boston                  | 70  | 16.6 | .355 | .592 | 2.3 | 1.7  | 3.4  |
| Carreira | Carreira                | 701 | 32.2 | .367 | .674 | 4.4 | 5.2  | 9.2  |

### Playoffs
| Ano      | Equipe       | PJ | MPJ  | AP   | LL    | RT  | AS  | PPJ  |
| -------- | ------------ | -- | ---- | ---- | ----- | --- | --- | ---- |
| 1948     | Chicago      | 5  | –    | .283 | .714  | –   | .8  | 7.2  |
| 1949     | Chicago      | 2  | –    | .389 | 1.000 | –   | 6.0 | 19.5 |
| 1950     | Chicago      | 2  | –    | .259 | .769  | –   | 6.0 | 12.0 |
| 1951     | Philadelphia | 2  | –    | .400 | .500  | 7.5 | 7.0 | 7.5  |
| 1952     | Philadelphia | 3  | 40.7 | .421 | .792  | 4.7 | 7.3 | 11.7 |
| 1953     | Fort Wayne   | 8  | 41.1 | .338 | .667  | 4.0 | 3.8 | 10.3 |
| 1954     | Fort Wayne   | 4  | 34.0 | .342 | .750  | 3.0 | 4.3 | 8.8  |
| 1955     | Fort Wayne   | 11 | 40.5 | .323 | .850  | 5.5 | 7.1 | 8.5  |
| 1956     | Fort Wayne   | 10 | 17.3 | .333 | .440  | 2.6 | 3.5 | 2.9  |
| 1957†    | Boston       | 10 | 12.8 | .364 | .400  | 2.0 | 1.7 | 2.2  |
| 1958     | Boston       | 10 | 9.1  | .238 | .778  | 1.4 | .7  | 1.7  |
| Carreira | Carreira     | 67 | 27.9 | .335 | .696  | 3.8 | 4.3 | 8.3  |